# Yui Kamiji
Yui Kamiji (n. 24 aprilie 1994, Akashi, Japonia) este o sportivă ce a reprezentat Japonia. A participat la competiții asociate Jocurilor Olimpice în care a câștigat o medalie de bronz.